# 重庆市消防救援总队
重庆市消防救援总队，加挂重庆市消防救援局牌子，是中华人民共和国重庆市的消防救援机构，由中华人民共和国应急管理部与重庆市人民政府双重领导，承担重庆市内的火灾扑救、抢险救援、消防监督等职责。

## 历史沿革
1905年（清光绪三十一年），重庆警察局成立，消防列为警政要务之一。1914年（中华民国三年），重庆警察厅增设消防监督处。1920年（民国九年），重庆正式设立常备消防队。
1928年，根据重庆市政厅指令，重庆市公安局、总商会、团务局发起成立重庆市消防联合会，将常备消防队和义勇消防队统一编组，成立重庆市公安局消防总队，将重庆市划为6个消防区。同年，常备消防队编为2队，每队50人。1939年，重庆市警察局设立消防警察总队，增加4个消防常备中队，共有常备消防中队6个。1940年，消防警察总队下设2个大队，常备消防中队增加到8个，由一大队管辖；民间拆卸对共8个，由二大队管辖。1941年，重庆市警察局消防总队和民间义勇消防大队合并为陪都战时消防总队，下设常备消防一大队和义勇消防二大队。1943年，陪都战时消防总队撤销，分为重庆市警察局消防总队和重庆市义勇消防总队。
1949年11月30日，中国人民解放军占领重庆。12月，重庆市军事管制委员会接管了重庆市警察局消防总队，共接收消防警察540人、消防车11辆、救火艇2艘。
1950年1月，重庆市公安局消防总队成立，隶属于重庆市公安局三处（治安行政处），下辖6个陆上消防中队、2个水上消防中队。1952年，增设第九中队。1953年，北碚划归重庆市，北碚中队改为第十中队。
1955年1月，重庆市公安局成立重庆市公安局交通消防处（第七处），原消防总队改称消防大队。这一时期增设了三个消防中队，消防大队共有13个消防中队。
1956年7月，重庆市公安局交通消防处撤销，消防大队改称重庆市公安局消防处（第七处，保留消防大队牌子）。这一时期增设了一个消防中队，消防处共有14个消防中队。1961年10月，重庆市公安局消防处改称重庆市公安局消防总队。
1965年5月，根据国防部、公安部、内务部、财政部、国家编委《关于公安消防民警实行义务兵役制有关问题的联合通告》精神，班长以下人员实行义务兵役制，重庆市公安局消防总队改称重庆市公安局消防支队，辖14个消防中队。
1966年6月，“文化大革命”爆发。1968年6月，重庆市公安局消防支队实施军管。1973年4月1日，重庆市公安局消防支队恢复。1974年3月，重庆市公安局各分局设立消防科。
1983年1月，重庆市公安局消防支队纳入中国人民武装警察部队序列，改称中国人民武装警察部队重庆市消防支队，为正团级，转为现役编制，由武警四川省总队消防处和重庆市公安局双重领导，保留原名称。1983年4月，四川省永川地区并入重庆市，所属消防机构和人员划归重庆市公安局消防支队。至1985年，重庆市公安局消防支队下辖19个消防中队、1个修理中队和1个轮训中队，在10个公安分局、12个县公安分局设立了消防科。
1987至1988年，重庆市公安局消防支队又增设了两个消防中队。1992年，江北机场消防中队（第16中队）移交民航部门。到1997年3月，重庆市公安局消防支队共有警通、轮训、驾训、修理4个指数中队、20个消防中队、22个消防科。
1997年，恢复设立重庆直辖市。5月，重庆市公安消防总队筹备组成立，直接管理原重庆市、万县市、涪陵市、黔江地区4个消防支队。12月29日，重庆市公安消防总队（重庆市公安局消防局）正式挂牌成立。到1999年6月，重庆市公安消防部队编制3087人，编7个支队（实有5个支队）、1个特勤大队、1个教导大队，有29个消防中队（含1个水上中队）、46个县区消防科。1999年7月，重庆市辖区公安分局消防科改为消防处、县公安局消防科改为消防大队，共有13个消防处、32个消防大队。
2018年3月，《深化党和国家机构改革方案》公布，公安消防部队全部退出现役，成建制划归应急管理部，承担灭火救援和其他应急救援工作，现役编制全部转为行政编制。10月9日，公安消防部队移交应急管理部交接仪式举行。2018年12月29日，重庆市消防救援总队举行授旗授衔和换装仪式。2019年12月31日，重庆市消防救援总队正式挂牌，其下辖各消防救援支队亦于同日举行挂牌仪式。
2024年6月，各消防救援总队、支队、大队加挂驻地省、市、县三级消防救援局牌子，重庆市消防救援总队加挂重庆市消防救援局牌子。

## 职责
根据《消防救援队伍总队及以下单位机构编制方案》，重庆市消防救援总队承担下列职责：
1. 承担城乡综合性消防救援工作，负责指挥调度相关灾害事故救援行动，承担重要会议、大型活动消防安全保卫工作。
2. 承担火灾预防、消防监督执法以及火灾事故调查处理相关工作，依法行使消防安全综合监管职能，推动落实消防安全责任制。
3. 参与拟订消防专项规划，参与起草地方性消防法规、规章草案并监督实施。
4. 负责消防救援队伍综合性消防救援预案编制、战术研究和执勤备战、训练演练等工作。
5. 负责消防救援信息化和应急通信建设，承担综合性消防救援行动应急通信保障工作。
6. 负责消防安全宣传教育，组织指导社会消防力量建设。
7. 负责消防应急救援专业队伍规划、建设与调度指挥，参与组织协调动员各类社会救援力量参加救援任务。
8. 负责消防救援队伍建设与管理。
9. 完成应急管理部和所在省（区、市）党委政府交办的相关任务。

## 组织机构
根据《消防救援队伍总队及以下单位机构编制方案》，重庆市消防救援总队属于一类总队。

### 机关内设机构
重庆市消防救援总队机关设有16个业务处室，以及灭火救援指挥部和政治部。
- 办公室
- 指挥中心
- 作战训练处
- 特种灾害救援处
- 信息通信处
- 组织教育处（机关党委）
- 人事处
- 队务处
- 纪检督察室（巡察办）
- 审计室
- 防火监督处（重点保卫处）
- 法制与社会消防工作处
- 火调技术处
- 新闻宣传处（全媒体工作中心）
- 后勤装备处
- 财务处

### 消防救援支队、大队
重庆市消防救援总队下辖32个支队、15个大队，包括中国救援重庆机动专业支队、26个市辖区消防救援支队、设在两江新区的1个消防救援支队、8个县消防救援大队、4个自治县消防救援大队、设在万盛、双桥经济技术开发区的2个消防救援大队，以及特勤、水上、轨道交通、训练与战勤保障4个支队和1个应急通信勤务大队。
- 中国救援重庆机动专业支队
- 渝中区消防救援支队
- 万州区消防救援支队
- 黔江区消防救援支队
- 涪陵区消防救援支队
- 大渡口区消防救援支队
- 江北区消防救援支队
- 沙坪坝区消防救援支队
- 九龙坡区消防救援支队
- 南岸区消防救援支队
- 北碚区消防救援支队
- 渝北区消防救援支队
- 巴南区消防救援支队
- 长寿区消防救援支队
- 江津区消防救援支队
- 合川区消防救援支队
- 永川区消防救援支队
- 南川区消防救援支队
- 綦江区消防救援支队
- 大足区消防救援支队
- 璧山区消防救援支队
- 铜梁区消防救援支队
- 潼南区消防救援支队
- 荣昌区消防救援支队
- 开州区消防救援支队
- 梁平区消防救援支队
- 武隆区消防救援支队
- 两江新区消防救援支队
- 重庆市消防救援总队特勤支队
- 重庆市消防救援总队水上支队
- 重庆市消防救援总队轨道交通支队
- 重庆市消防救援总队训练与战勤保障支队
- 城口县消防救援大队
- 丰都县消防救援大队
- 垫江县消防救援大队
- 忠县消防救援大队
- 云阳县消防救援大队
- 奉节县消防救援大队
- 巫山县消防救援大队
- 巫溪县消防救援大队
- 石柱土家族自治县消防救援大队
- 秀山土家族苗族自治县消防救援大队
- 酉阳土家族苗族自治县消防救援大队
- 彭水苗族土家族自治县消防救援大队
- 万盛经济技术开发区消防救援大队
- 双桥经济技术开发区消防救援大队
- 重庆市消防救援总队应急通信勤务大队

## 救援力量

### 消防救援站
截至2020年，重庆市消防救援总队共有162个消防救援站，平均辖区11.8平方千米。

### 消防车辆
截至2021年，重庆市消防救援总队共有各类车辆2010辆。

### 消防船艇
截至2021年，重庆市消防救援总队有不少于11艘消防船艇，包括中国最大的内河消防救援船“渝消救07”。
综合型消防战船
- 渝消救03：配属重庆市消防救援总队水上支队。[13]
- 渝消救04：配属万州区消防救援支队。[14]
- 渝消救07：配属重庆市消防救援总队水上支队。[12]

主力型消防战船
- 渝消救05：配属长寿区消防救援支队。[15]
- 渝消救06：配属巫山县消防救援大队。[16]

消防指挥艇
- 渝消救指挥01：配属重庆市消防救援总队水上支队。[17]

### 消防人员
根据《消防救援队伍总队及以下单位机构编制方案》，重庆市消防救援总队编制总额4758名，其中干部1611名、消防员3147名。此外，重庆市还有政府专职消防员2258人。

## 行动
2016至2020年，重庆市消防救援总队接处警29.5万次，营救疏散转移人员15.1万人，保护财产价值12.7亿元。
| 年份   | 火灾扑救 | 抢险救援 | 社会救助 | 其他出动 | 合计   |
| ------ | -------- | -------- | -------- | -------- | ------ |
| 2016年 | 6557     | 10167    | 18051    | 12739    | 47514  |
| 2017年 | 5474     | 11306    | 20453    | 16585    | 53818  |
| 2018年 | 5016     | 11506    | 26324    | 18208    | 61054  |
| 2019年 | 6474     | 11307    | 28115    | 18459    | 64355  |
| 2020年 | 11698    | 12470    | 33803    | 10486    | 68457  |
| 合计   | 35219    | 56756    | 126746   | 76477    | 295198 |

## 历任领导

### 重庆市公安消防总队
| 重庆市公安消防总队（中国人民武装警察部队重庆市消防总队）总队长 - 汪永明 武警大校（2016年－2018年12月） | 重庆市公安消防总队（中国人民武装警察部队重庆市消防总队）政治委员 - 潘业辉 武警大校（2016年－2018年12月） |

### 重庆市消防救援总队
| 重庆市消防救援总队总队长 - 汪永明 高级指挥长（2018年12月－2019年8月） - 李俊东 高级指挥长（2019年8月－） | 重庆市消防救援总队政治委员 - 潘业辉 高级指挥长（2018年12月－2019年1月） - 王保国 高级指挥长（2019年－） |